# Carl Sternberg
Carl Sternberg (né à Vienne (Autriche) le 20 novembre 1872 et mort à Ossiacher See le 15 août 1935) était un médecin autrichien. La cellule de Reed-Sternberg porte son nom et celui du médecin américain Dorothy Reed Mendenhall.

## Biographie
Fils de David Sternberg et Jeanette Rebecca Strisower, il avait deux frères, Julian (né en 1868) et Jur. Moriz (né en 1874), tous deux aussi médecins. Les parents de Carl Sternberg étaient tous deux employés du service public autrichien.

### Formation
Sternberg a étudié la médecine à la faculté de médecine de l'Université de Vienne. Il publie sa première étude de cas en 1895 et y obtient son doctorat en 1896.  Il suit ensuite une formation en médecine interne à l'hôpital général de Vienne et travaille comme assistant de Richard Paltauf (1858-1924). Il reçoit une habilitation en anatomie pathologique en 1903.

### Carrière
Pendant ses études sur la tuberculose, il découvre un nouveau type cellulaire et le décrit en 1898 comme étant un type de tuberculose pseudoleucémique,. Dorothy Reed Mendenhall décrira ces mêmes cellules en 1902 mais en les assignant à la maladie de Hodgkin et pas à la tuberculose d'où leur nom de cellules de Sternberg ou cellule de Reed-Sternberg. Ces cellules sont caractéristiques des lymphomes de Hodgkin.
En 1908, Sternberg s'installe à Brünn où il enseigne comme professeur associé en 1914. Pendant la Première Guerre mondiale, il sert comme médecin militaire pour l'armée autrichienne et acquiert la réputation de défendre le bien-être des soldats. Durant ces années de guerre, il travailla essentiellement sur les infections intestinales et la fièvre typhoïde. Il fut un des médecins parmi les plus décorés de l'armée autrichienne.
Après la guerre, il retourne enseigner à Brünn jusqu'en 1920,. Il retourne alors à Vienne prendre en charge le prosectorat de l'hôpital Wieden. Sternberg devint ensuite le responsable du département pathologie de l'Hôpital général de Vienne. Il sera ensuite nommé professeur de pathologie en 1922 et enseignera jusqu'en 1926. Ses recherches se sont principalement concentrés sur la tuberculose et la leucémie.

### Décès
Sternberg est décédé subitement d'un infarctus du myocarde en 1935. Il a été incinéré au Crématorium Feuerhalle de Simmering, où ses cendres sont également présentes.

### Publications
- Carl Sternberg, « Ein Fall von Spontangangran auf Grund einer Gefaßerkranßkung », Wiener Klinische Wochenschrift, Vienne (Autriche), no 8,‎ 1895, p. 650-655,687-689
- Carl Sternberg, « Uber eine eigenartige unter dem Bilde der Pseudoleukamie verlaufende Tuberculose des lymphatischen Apparates », Ztschr Heilk, no 19,‎ 1898, p. 21-90

Sternberg a aussi contribué au «Handbuch der allgemeinen Pathologie und der pathologischen Anatomie des Kindesalters (tractus gastro-intestinal, peritoine)», et au «Handbuch der mikrobiologischen Technik (autopsie humaine)». Il a aussi rédigé une mise à jour du «Moritz Wilhelm Hugo Ribbert’s (1855-1920) Lehrbuch der allgemeinen Pathologie und der allgemeinen pathologischen Anatomie, Leipzig, 1928».

### Biographies
- Roland Sedivy, « Sternberg, Carl (1872-1935) », dans Pioneers in Pathology, Jan G. van den Tweel (publisher Springer, cham.), 2017 (ISBN 978-3-319-41994-7, DOI https://doi.org/10.1007/978-3-319-41995-4_600, 14 septembre 2017), p. 600.
- « Carl Sternberg », Whonamedit?.
- M. Hirt et J. Buček, « Professor Carl Sternberg and his years in Brno », Cesk Patol., vol. 27, nos 3-4,‎ janvier 1991, p. 111-115

### Autres
- Payal Aggarwal et Faten Limaiem, « Reed Sternberg Cells », StatPearls, Treasure Island (Florida, USA), StatPearls Publishing,‎ janvier 2021

- « cellule de Sternberg », sur Larousse (consulté le 14 mai 2021)